# Nasrollah Abdollahi
Nasrollah Abdollahi (Ahvaz, 2 settembre 1951) è un allenatore di calcio ed ex calciatore iraniano, di ruolo attaccante.